# مراد مدلسي
مراد مدلسي (مواليد 30 أبريل 1943 بتلمسان، الجزائر - 28 يناير 2019) سياسي جزائري. شغل عدة مناصب قيادية مثل وزيرا للتجارة ما بين 1988 و1989، ونائب وزير الميزانية من 1990 إلى 1990. عين وزيرا للمالية من سنة 2005 إلى 2007 ثم عين وزيرا للخارجية الجزائرية إلى غاية سنة 2013. شغل منصب رئيس المجلس الدستوري. وتوفي يوم 28-01-2019 عن عمر يناهز 76 سنة بسبب مرض عضال.
تخرج من جامعة الجزائر بشهادة ليسانس في الاقتصاد سنة 1966. وشغل عدة مناصب منها مدير مجمعات عمومية قبل أن يصبح مديرا عاما للشركة الجزائرية للتبغ والكبريت.

## الوظائف
- 2013-2019: رئيس المجلس الدستوري.
- 2007-2013 : وزير للخارجية الجزائرية.
- 2005-2007 : وزير الميزانية.
- 2002-2005 : مستشار لدى رئاسة الجمهورية.
- 2001-2002 : وزير الميزانية.
- 1999-2001 : وزير للتجارة.
- 1991-1992 : وزير منتدب لدى الخزينة.
- 1988-1989 : وزير للتجارة.
- 1980-1988 : أمين عام في وزارة التجارة.

## وفاته
أُعلِن صبيحة يوم 28 يناير 2019، عن وفاة مراد مدلسي، عن عمر ناهز 75 عامًا، ودفن بنفس اليوم بعد صلاة الظهر بمقبرة بن عكنون.